# نانسي تورنر
نانسي تورنر (بالإنجليزية: Nancy Turner)‏ هي عالمة الإنسان أمريكية، ولدت في 1947.